# Yuki (langue yukiane)
Ne doit pas être confondu avec Yuki (langue tupi-guarani).
Cet article concerne la langue yuki. Pour le peuple yuki, voir Yukis.
Le yuki est une langue amérindienne de la famille des langues yukianes parlée aux États-Unis, dans le comté de Mendocino, en Californie du Nord. La langue est éteinte.

## Phonologie

### Voyelles
|         | Antérieure    | Centrale                    | Postérieure   |
| ------- | ------------- | --------------------------- | ------------- |
| Fermée  | i [i] iː [iː] |                             | u [u] uː [uː] |
| Moyenne | e [e] eː [eː] |                             | o [o] oː [oː] |
| Ouverte |               | a [a] aː [aː] ą [ã] ąː [ãː] |               |

### Consonnes
|               |            | Bilabiale | Dentale | Rétroflexe | Latérale | Palatale | Vélaire | Glottale |
| ------------- | ---------- | --------- | ------- | ---------- | -------- | -------- | ------- | -------- |
| Occlusives    | Sourdes    | p [p]     | t [t]   | ṭ [ʈ]      |          |          | k [k]   | ʔ [ʔ]    |
| Occlusives    | Glottales  | pʼ[pʼ]    | tʼ[tʼ]  | ṭʼ [ʈʼ]    |          |          | kʼ [kʼ] |          |
| Fricatives    | Fricatives |           | s [s]   |            |          | š [ʃ]    |         | h [h]    |
| Affriquées    | Sourdes    |           |         |            |          | č [t͡ʃ]   |         |          |
| Affriquées    | Glottales  |           |         |            |          | čʼ [t͡ʃʼ] |         |          |
| Nasales       | Simples    | m [m]     | n [n]   |            |          |          |         |          |
| Nasales       | Glottales  | mʼ [mʼ]   | nʼ [nʼ] |            |          |          |         |          |
| Liquides      | simples    |           |         |            | l [l]    |          |         |          |
| Liquides      | Glottales  |           |         |            | lʼ [lʼ]  |          |         |          |
| Semi-voyelles | simples    | w [w]     |         |            |          | j [j]    |         |          |
| Semi-voyelles | Glottales  | wʼ [wʼ]   |         |            |          | jʼ [jʼ]  |         |          |